# دریاچه شهرپیر
دریاچه شهرپیر یا دریاچه میدان‌گل دریاچه‌ای فصلی در جنوب شهرپیر در شهرستان زرین‌دشت استان فارس است. بستره دریاچه شرقی-غربی با ۴۵ کیلومتر مربع مساحت است که طول آن ۱۱ کیلومتر و عرض آن ۵ کیلومتر است. عمق دریاچه از ۱ متر در حالت پرآبی تجاوز نمی‌کند. در حاشیه آن گیاهان تالابی همچون نی قابل مشاهده است. در کف این دریاچه چند فروچاله وجود دارد که در بین مردم با نام «چاه زلزله» شناخته می‌شود.